# Memory Alpha (wiki)

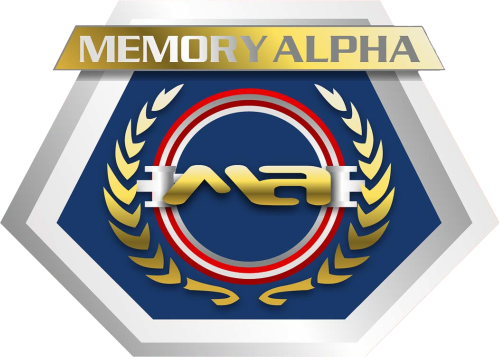
Memory Alpha Logo

Memory Alpha is een wiki die gaat over de televisieserie Star Trek.
Memory Alpha werd in november 2003 begonnen door de Nederlander Harry Doddema en Amerikaan Dan Carlson. Er bestaat een Nederlandse versie van de wiki en er zijn ook Chinese, Duitse, Esperanto, Franse, Poolse, Portugese, Russische, Servische, Spaanse, Tsjechische en Zweedse versies.
In januari 2014 bevat de Engelse encyclopedie 36.603 artikelen. De Nederlandstalige Memory Alpha bevat 7.319 artikelen.
In september 2019 bevat de Engelse encyclopedie 47.475 artikelen. De Nederlandstalige Memory Alpha bevat 7.720 artikelen.
De naam Memory Alpha komt uit de originele Star Trek aflevering "The Lights of Zetar" en was de naam van de bibliotheek van de Verenigde Federatie van Planeten.